# Poviglio Baseball Club
La Poviglio Baseball Club è un'associazione sportiva dilettantistica con sede a Poviglio, Reggio Emilia. Essa risale al 1975.

## Storia

### Dalla fondazione agli anni '90
La società fu fondata nel 1975 da Giuseppe Casoni e Lorenzo Ravacchia, originari del paese, dopo che assisterono ad alcune partite della formazione di Parma. Rimasero così piacevolmente colpiti che coinvolsero i loro amici e riuscirono a formare una squadra. Precisamente il 22 agosto nasce la sezione baseball della Polisportiva AUDAX di Poviglio. Il primo presidente fu Albertino Monica, seguito poi da Stefano Campanini e Stefano Friggeri, attualmente in carica dal 2007. Nel 1993 la squadra diviene autonoma dalla polisportiva e si rinomina Poviglio Baseball Club. La prima amichevole è giocata sul campo da calcio parrocchiale del paese e l'anno successivo, nel 1976, la squadra è iscritta al suo primo campionato sul campo di Villa Cadè, Reggio Emilia. Nel 1977 il comune di Poviglio mette a disposizione della squadra un terreno di gioco utilizzato fino al 1984. Viene poi però ritenuto inadatto e per questo la squadra si impegna a renderlo utilizzabile, obiettivo che raggiunge nel 1996. In questi anni la prima squadra disputa i campionati a Sorbolo, Brescello e Reggio Emilia. I risultati sono dapprima discreti, fino alla svolta dirigenziale del 1985, quando la società assume un carattere economicamente più deciso e cerca di raggiungere obiettivi più ambiziosi. Nel 1995 viene stipulato un accordo con la Reggio Baseball, insieme alla quale si decide di affrontare la serie A2, anziché la serie B autonomamente. Questa collaborazione durerà soltanto un anno, dopodiché la formazione biancoblù aderisce al campionato di Serie B partecipando anche ai play off in un paio di occasioni, entrambe senza riuscire a conquistare la categoria superiore.

### Dal 2000 in poi
In seguito la squadra aderisce al campionato di A2 nel 2002 grazie ad un ripescaggio, ma due anni dopo viene retrocessa. Nel 2004 riesce a riconquistare il titolo ma all'alba dell'anno seguente è costretta a rinunciare per motivi economici. Da allora la squadra non è più riuscita, seppur ci sia andata molto vicino, a riconquistare la seconda serie italiana di baseball, fino all'anno 2010, quando tornò in quella che ora si chiama serie "A Federale" grazie ad un altro ripescaggio. La stagione risultò un grande successo in quanto la formazione povigliese riuscì ad ottenere la salvezza con addirittura il terzultimo posto finale in classifica (la retrocessione riguarda solo l'ultima classificata). Analogamente nel 2011 la squadra ottiene la salvezza in Serie "A Federale" vincendo la serie di Play-Out contro la compagine di Collecchio, ma nella off-season è costretta a rinunciare al titolo conquistato e a declassarsi in serie "B Federale" per ristrettezze economiche e puntando sull'inserimento di numerosi giovani cresciuti nel vivaio della stessa.
Nel settembre 2013 Poviglio ospita la fase finale, "Final Four" di Coppa Italia di Serie B in qualità di una delle quattro squadre partecipanti, non riuscendo però ad andare oltre il terzo posto finale.
Nel 2015 la squadra rinuncia alla disputa dei play off valevoli per la conquista della Serie A federale in virtù dell'accoppiamento con la formazione del Cagliari, che avrebbe comportato un ingente esborso economico; la stagione 2016 si chiude di nuovo con un secondo posto il quale, però, non le garantisce la partecipazione alla post season.
Nel campionato di Serie B 2021 vince il proprio girone e trova la promozione in Serie A.

## L'impianto sportivo
L'impianto sportivo è situato in via Gruara a Poviglio. I lavori, iniziati nel 1995, sono stati portati a termine l'anno successivo grazie all'incessante lavoro manuale fornito dai membri allora presenti nell'associazione su base completamente volontaria ed autofinanziata. Solo nel 2008 sono stati costruiti, a spesa del comune, degli spogliatoi in muratura, che hanno sostituito i preesistenti prefabbricati.
Le dimensioni del terreno di gioco sono:
- Foul sinistro: 95 metri
- Centro: 115 metri
- Foul destro: 90 metri + rete rialzata (Equivale a 95 metri).